# Gran Premio de España de Motociclismo de 1967
El Gran Premio de España de Motociclismo de 1967 fue la primera prueba de la temporada 1967 del Campeonato Mundial de Motociclismo. El Gran Premio se disputó el 30 de abril de 1967 en el Circuito de Montjuïch en Barcelona.

## Resultados 250cc
La carrera de 250ccfue ganado por Phil Read con el Yamaha RD05 A, pero solo después de que Mike Hailwood (Honda RC 166) se cayera con una rueda pinchada y Bill Ivy (Yamaha) abandonara con problemas en el motor. Ralph Bryans terminó segundo y el español José Medrano con un Bultaco fue tercero. La nueva Benelli de cuatro cilindros no arrancó y la también nueva Ducati de cuatro cilindros (registrado bajo el nombre de la filial española Mototrans) de Bruno Spaggiari se cayó. Dave Simmonds estaba a una vuelta porque su Kawasaki no quería arrancar.
| Pos.    | Piloto              | Equipo    | Tiempo        | Pts. |
| ------- | ------------------- | --------- | ------------- | ---- |
| 1       | Phil Read           | Yamaha    | 1h 03' 35" 36 | 8    |
| 2       | Ralph Bryans        | Honda     | +21" 69       | 6    |
| 3       | José Medrano        | Bultaco   | +1 Vuelta     | 4    |
| 4       | Ginger Molloy       | Bultaco   | +1 Vuelta     | 3    |
| 5       | Tommy Robb          | Bultaco   | +1 Vuelta     | 2    |
| 6       | Carlos Giró         | OSSA      | +1 Vuelta     | 1    |
| 7       | Dave Simmonds       | Kawasaki  | +1 Vuelta     |      |
| 8       | Daniel Lhéraud      | Yamaha    | +2 Vueltas    |      |
| 9       | Mauricio Aschl      | Derbi     | +2 Vueltas    |      |
| 10      | Giuseppe Visenzi    | Bultaco   | +3 Vueltas    |      |
| 11      | Robert Olsen        | Bultaco   | +3 Vueltas    |      |
| Ret     | Mike Hailwood       | Honda     | Ret           |      |
| Ret     | Bill Ivy            | Yamaha    | Ret           |      |
| Ret     | Silvio Grassetti    | Benelli   | Ret           |      |
| Ret     | Renzo Pasolini      | Benelli   | Ret           |      |
| Ret     | Derek Woodman       | MZ        | Ret           |      |
| Ret     | Heinz Rosner        | MZ        | Ret           |      |
| Ret     | Ramiro Blanco       | Bultaco   | Ret           |      |
| Ret     | Santiago Herrero    | OSSA      | Ret           |      |
| Ret     | Luis Yglesias       | OSSA      | Ret           |      |
| Ret     | José Maria Busquets | Montesa   | Ret           |      |
| Ret     | Francesco Villa     | Montesa   | Ret           |      |
| Ret     | Walter Villa        | Montesa   | Ret           |      |
| Ret     | Ricardo Fargas      | Mototrans | Ret           |      |
| Ret     | Bruno Spaggiari     | Mototrans | Ret           |      |
| Ret     | Salvador Cañellas   | Derbi     | Ret           |      |
| Ret     | Ian Burne           | Bultaco   | Ret           |      |
| Ret     | Jim Curry           | Honda     | Ret           |      |
| Ret     | Graham Dickson      | Ducati    | Ret           |      |
| Ret     | Chris Goosen        | Suzuki    | Ret           |      |
| Ret     | Jan Huberts         | Kawasaki  | Ret           |      |
| Ret     | Teuvo Länsivuori    | Husqvarna | Ret           |      |
| Ret     | Derek Lee           | Bultaco   | Ret           |      |
| Ret     | Jacques Roca        | Bultaco   | Ret           |      |
| Ret     | Horst Seidl         | Honda     | Ret           |      |
| Ret     | Barry Smith         | Suzuki    | Ret           |      |
| Ret     | John Williams       | Greeves   | Ret           |      |
| Ret     | Francisco Zurita    | Bultaco   | Ret           |      |
| Fuente: |                     |           |               |      |

## Resultados 125cc
En la carrera de 125cc, Bill Ivy y Phil Read tomaron el liderazgo de con la Yamaha RA 31 de cuatro cilindros. Suzuki todavía no podía usar la cuatro cilindros RS 67 y, por lo tanto, la dos cilindros, llamada RT 67, siguieron en manos de Yoshimi Katayama y Stuart Graham. Katayama lideró en la primera vuelta, pero fue superado por Ivy y Read, quienes se convirtieron en primero y segundo. Katayama terminó tercero y Graham, que tuvo un mal comienzo, terminó cuarto.
| Pos. | Piloto              | Moto       | Tiempo     | Pts. |
| ---- | ------------------- | ---------- | ---------- | ---- |
| 1    | Bill Ivy            | Yamaha     | 52' 40" 22 | 8    |
| 2    | Phil Read           | Yamaha     | +24" 86    | 6    |
| 3    | Yoshimi Katayama    | Suzuki     | +26" 00    | 4    |
| 4    | Stuart Graham       | Suzuki     | +1' 19" 46 | 3    |
| 5    | Francesco Villa     | Montesa    | +1 Vuelta  | 2    |
| 6    | José Medrano        | Bultaco    | +1 Vuelta  | 1    |
| 7    | Dave Simmonds       | Kawasaki   | +1 Vuelta  |      |
| 8    | Tommy Robb          | Bultaco    | +1 Vuelta  |      |
| 9    | Jim Curry           | Honda      | +2 Vueltas |      |
| 10   | Rex Avery           | EMC        | +2 Vueltas |      |
| 11   | Horst Seidl         | Honda      | +3 Vueltas |      |
| 12   | Herbert Denzler     | Honda      | +3 Vueltas |      |
| 13   | Ian Burne           | Bultaco    | +3 Vueltas |      |
| Ret  | Ramiro Blanco       | Bultaco    | Ret        |      |
| Ret  | Ginger Molloy       | Bultaco    | Ret        |      |
| Ret  | José Maria Busquets | Bultaco    | Ret        |      |
| Ret  | Jorge Sirera        | Bultaco    | Ret        |      |
| Ret  | Enrique Sirera      | Bultaco    | Ret        |      |
| Ret  | Walter Villa        | Montesa    | Ret        |      |
| Ret  | Mauricio Aschl      | Derbi      | Ret        |      |
| Ret  | Ángel Nieto         | Derbi      | Ret        |      |
| Ret  | John P. Williams    | EMC        | Ret        |      |
| Ret  | Gastón Biscia       | Bultaco    | Ret        |      |
| Ret  | Luis A. Padrón      | Bultaco    | Ret        |      |
| Ret  | Daniel Crivello     | Bultaco    | Ret        |      |
| Ret  | Graham Dickson      | Bultaco    | Ret        |      |
| Ret  | Chris Goosen        | Montesa    | Ret        |      |
| Ret  | Benjamín Grau       | Montesa    | Ret        |      |
| Ret  | Jan Huberts         | Kawasaki   | Ret        |      |
| Ret  | Derek Lee           | Bultaco    | Ret        |      |
| Ret  | Daniel Lhéraud      | FB Mondial | Ret        |      |
| Ret  | Jean-Louis Pasquier | Bultaco    | Ret        |      |
| Ret  | Jacques Roca        | Tohatsu    | Ret        |      |
| Ret  | Angel Sanjuán       | Bultaco    | Ret        |      |
| Ret  | Barry Smith         | Derbi      | Ret        |      |
| Ret  | Giuseppe Visenzi    | Ducati     | Ret        |      |
| Ret  | Francisco Zurita    | Bultaco    | Ret        |      |
| Ret  | Etienne Delamarre   | Bultaco    | Ret        |      |

## Resultados 50cc
La categoría menor cilindrada fue ganada por Hans-Georg Anscheidt, por delante de su compañero de equipo Yoshimi Katayama. Ambos ganaron al resto del campo a al menos una vuelta. Benjamín Grau se convirtió en tercero con la Derbi.
| Pos. | Piloto               | Moto        | Tiempo     | Pts. |
| ---- | -------------------- | ----------- | ---------- | ---- |
| 1    | Hans-Georg Anscheidt | Suzuki      | 29' 34" 33 | 8    |
| 2    | Yoshimi Katayama     | Suzuki      | +18" 98    | 6    |
| 3    | Benjamín Grau        | Derbi       | +1 Vuelta  | 4    |
| 4    | Juan Bordons         | Derbi       | +1 Vuelta  | 3    |
| 5    | Daniel Crivello      | Derbi       | +1 Vuelta  | 2    |
| 6    | Ángel Nieto          | Derbi       | +1 Vuelta  | 1    |
| 7    | Chris Goosen         | Bridgestone | +2 Vueltas |      |
| 8    | Horst Seidl          | Honda       | +2 Vueltas |      |
| 9    | Ian Burne            | Derbi       | +2 Vueltas |      |
| 10   | Herbert Denzler      | Kreidler    | +2 Vueltas |      |
| 11   | Jean-Louis Pasquier  | Derbi       | +2 Vueltas |      |
| Ret  | José Maria Busquets  | Derbi       | Ret        |      |
| Ret  | Salvador Cañellas    | Derbi       | Ret        |      |
| Ret  | Barry Smith          | Derbi       | Ret        |      |
| Ret  | Etienne Delamarre    | Derbi       | Ret        |      |
| Ret  | Antonio A. Díaz      | Derbi       | Ret        |      |
| Ret  | Jan Huberts          | Kreidler    | Ret        |      |
| Ret  | Jacques Roca         | Derbi       | Ret        |      |